# Brooks-tétel

A teljes gráfok színezéséhez a maximális fokszámnál eggyel több színre van szükség. Ők és a páratlan hosszú körök adják a Brooks-tétel kivételes eseteit.

A gráfelméletben a Brooks-tétel a gráf maximális fokszáma és kromatikus száma közötti összefüggés. A tétel Rowland Leonard Brooks-tól származik, aki 1941-ben publikálta On Coloring the Nodes of a Network cikkében.
Legyen {\displaystyle G} véges, összefüggő gráf, ami nem teljes gráf vagy páratlan csúcsú körgráf. Jelölje {\displaystyle \Delta (G)} a {\displaystyle G} maximális fokszámát, {\displaystyle \chi (G)} pedig a kromatikus számát. Ekkor
{\displaystyle \chi (G)\leq \Delta (G).}

## Bizonyítás
{\displaystyle \Delta (G)} = 2 -re nyilvánvaló az állítás, ugyanis ha a maximális fokszám 2, akkor vagy egy kört, vagy egy utat kapunk. Egy út vagy egy páros kör esetében 2 színnel ki tudjuk színezni a gráfot, és ha a kör páratlan hosszúságú akkor csak hárommal.
Most már feltehetjük, hogy {\displaystyle \Delta (G)} {\displaystyle \geq } 3. A csúcsok számára való indukcióval bizonyítjuk az állítást.
Az első lépésben azt látjuk be, hogy elég kétszeresen összefüggő gráfokat vizsgálnunk. Indirekt tegyük fel, hogy nem kétszeresen összefüggő a vizsgálandó gráfunk, ami azt jelenti hogy létezik {\displaystyle x} pont, melyet elhagyva legalább két komponensre esik szét a gráfunk. Ha pontosan két komponensre esik szét, akkor rakjuk vissza mindkét komponensbe {\displaystyle x}-et, és nevezzük ezeket a komponenseket {\displaystyle G_{1}} és {\displaystyle G_{2}}-nek. Ha több mint két komponensre esik szét, akkor maradjon {\displaystyle G_{1}} továbbra is egy komponens és {\displaystyle G_{2}} meg legyen az összes többi komponens és x uniója: {\displaystyle G_{2}} = ({\displaystyle G} \ {\displaystyle G_{1}}) {\displaystyle \cup } {{\displaystyle x}}. A két komponensben minden csúcs fokszáma ugyanannyi marad, csak x fokszáma csökken. Tehát továbbra sem lesz egyik fokszám sem nagyobb mint {\displaystyle \Delta (G)}, viszont {\displaystyle x} foka feltétlenül kisebb lesz mindkét komponensben {\displaystyle \Delta (G)}-nél. Ebből következik, hogy egyik komponens sem lehet {\displaystyle \Delta (G)} + 1 pontú teljes gráf. Tehát, az indukciós feltevésünk miatt, mindkét komponens kiszínezhető {\displaystyle \Delta (G)} színnel, és ha {\displaystyle x}-et mindkét komponensben ugyanolyan színűre választjuk, akkor ha újra „összerakjuk” a gráfot akkor az eredeti gráfunknak egy {\displaystyle \Delta (G)} színnel való jó színezését kapjuk.
Második lépésben pedig azt igazoljuk, hogy elég háromszorosan összefüggő gráfokat néznünk. Ismét indirekt tegyük fel hogy egy {\displaystyle x} és {\displaystyle y} pont elhagyásával szétesik a gráfunk {\displaystyle G_{1}} és {\displaystyle G_{2}}-re. Végezzük el ugyanazt az eljárást mint az első lépésben. Itt csak akkor van gond, ha az egyik komponens minden színezése olyan hogy {\displaystyle x} és {\displaystyle y} egyforma színű, és a másik komponens minden színezésénél {\displaystyle x} és {\displaystyle y} különböző színű. Ebben az esetben nem tudjuk újra „összerakni” a gráfunkat. Ebben az esetben tekintsük a {\displaystyle G_{1}} és {\displaystyle G_{2}} komponenst és mindkettőben húzzunk be {\displaystyle x} és {\displaystyle y} között egy élt. Így {\displaystyle x} és {\displaystyle y} fokszáma továbbra is legfeljebb {\displaystyle \Delta (G)} marad, vagyis az indukciós feltevés miatt vagy mindkét komponens kiszínezhető {\displaystyle \Delta (G)} színnel, vagy legalább az egyik komponensünk egy {\displaystyle \Delta (G)} + 1 csúcsú teljes gráf. Ha színezhető mindkettő {\displaystyle \Delta (G)} színnel, akkor mindkét komponensben különböző színű {\displaystyle x} és {\displaystyle y}, tehát „össze tudjuk illeszteni” a két komponenst és készen vagyunk. Ha pedig az egyik komponensünk egy {\displaystyle \Delta (G)} + 1 pontú teljes gráf, akkor ebben a komponensben {\displaystyle x}-nek és {\displaystyle y}-nak is csak egy szomszédja volt a másik komponensben. Jelöljük ezeket {\displaystyle x'} és {\displaystyle y'}-vel. Ha most elvesszük mondjuk az {\displaystyle x} és {\displaystyle y'} csúcsot az eredeti gráfunkból, akkor ismét két részre esik a gráfunk. Ha ezzel a két ponttal végezzük el az előbbi algoritmust akkor nem kapunk olyan komponenst ami teljes gráf, tehát megkapjuk a gráf egy {\displaystyle \Delta (G)} színnel való jó színezését.
Innentől már csak háromszorosan összefüggő gráfokra kell bizonyítanunk az állítást.
Legyenek {\displaystyle v_{1}},{\displaystyle v_{2}},{\displaystyle v_{n}} olyan csúcsai {\displaystyle G}-nek, hogy {\displaystyle v_{1}} és {\displaystyle v_{n}} között fut él, {\displaystyle v_{2}} és {\displaystyle v_{n}} között is fut él, viszont {\displaystyle v_{1}} és {\displaystyle v_{2}} között nem fut él (mivel {\displaystyle G} nem teljes gráf és összefüggő, ezért ilyen csúcsokat minden esetben találunk). Jelöljük a gráf többi pontját a következőképpen: {\displaystyle v_{3}},{\displaystyle v_{4}},…,{\displaystyle v_{n-1}} és minden pontnak legyen nagyobb indexű szomszédja is. Ez megtehető: Ha elvesszük a gráfból a {\displaystyle v_{1}} és {\displaystyle v_{2}} csúcsokat, akkor {\displaystyle G} továbbra is összefüggő marad, hiszen háromszorosan összefüggő volt. Ennek a gráfnak tekintsük egy feszítőfáját. Egy feszítőfának legalább két elsőfokú pontja van, tehát lesz elsőfokú pontja {\displaystyle v_{n}}-en kívül. Legyen ez a csúcsunk {\displaystyle v_{3}}. Tehát most elvehetjük {\displaystyle v_{1}}, {\displaystyle v_{2}}, és {\displaystyle v_{3}}-at a gráfból és összefüggő marad, és most ennek a gráfnak tekintjük a feszítőfáját, és hasonlóan kapjuk {\displaystyle v_{4}}-et stb.
Az utolsó lépésben már csak meg kell adnunk egy megfelelő színezést {\displaystyle \Delta (G)} színnel: Színezzük {\displaystyle v_{1}}-et és {\displaystyle v_{2}}-ot egyforma színűre. A többi csúcsot indexük szerint sorban színezzük ki mohó módon: {\displaystyle v_{i}}-hez mindig találunk majd szabad színt, mert ennek a csúcsnak mindig csak a kisebb indexű szomszédait színeztük még ki és ebből kevesebb van mint {\displaystyle \Delta (G)}. Csak {\displaystyle v_{n}}-nek lehet {\displaystyle \Delta (G)} szomszédja, ezek között viszont kettő ({\displaystyle v_{1}} és {\displaystyle v_{2}}) már egyforma színű. Ezzel igazoltuk az állítást.